# Simfonia núm. 3 (Langgaard)
La  Simfonia núm. 3 Ungdomsbrus - La melodia (La flor de la joventut - La melodia), BVN. 96, per a piano, cor mixt i orquestra, va ser escrita per Rued Langgaard en el període 1915-1916 i revisada el 1925 i el 1933. Es va estrenar el 1918 dirigida pel mateix Langgaard, amb el jove pianista de 19 anys, Victor Schiøler, com a solista. Tot i que no es conserven les fonts originals de l’obra, en la seva primera audició la simfonia tenia una extensió notablement superior a la versió definitiva de 1933.

## Moviments
Amb una durada d'uns 27 minuts, consta de tres moviments que s'interpreten sense interrupció:
- I. Poco animato festivo - Lento (Cadenza) - Animato festivo (Tempo primo) -
- II. Grave maestoso - Lento misterioso -
- III. Allegro ma non troppo - Più lento - Vivace

## Origen i context
Langgaard va concebre inicialment la Tercera Simfonia com una obra per a piano sol el 1915, que després va ampliar a principis de 1916 en forma de concert per a piano, encara que la va anomenar "simfonia". No està del tot clar a quina "melodia" fa referència Langgaard al títol. Segons Bendt Viinholt Nielsen, l'estructura i estil són més conservadors en comparació amb altres composicions del compositor, reflectint una connexió amb les formes romàntiques clàssiques, amb una influència clara de la música de Schumann.

## Recepció
Després de la seva estrena el 1918, l'obra va ser durament criticada. La simfonia, que en aquell moment durava gairebé tres quarts d'hora i contenia una petita secció coral al final (sense text), va ser qualificada de «creació interminable i invertebrada». En 1926, Langgaard i Schipler la van tornar a interpretar en una versió revisada (sense el cor) en un concert organitzat pel mateix compositor. Més endavant, en 1934, es va realitzar una nova interpretació en estudi per la Corporació Danesa de Radiodifusió sota el títol de Simfonia No. 3, si major, Midsommerklange (Sons d'estiu). El títol Ungdomsbrus (La flor de la joventut) correspon a una versió posterior.